# Lilly-Élisabeth Carter
Pour les articles homonymes, voir Carter.
Lilly-Elisabeth Carter née à Bruxelles le 21 juillet 1865, morte le 15 octobre 1937, est une féministe et pédagogue belge d'origine anglaise.

## Contexte historique
Au XIXe siècle, l’activité principale de la femme dans la société se borne à être une maitresse de maison et une mère assurant le bien-être de son époux et de ses enfants. Elle est de plus considérée comme plus faible intellectuellement que la gent masculine. Cette manière de penser ne favorise en rien le développement de l’éducation et de l’instruction des jeunes filles. À cette époque, l’enseignement n’est pas obligatoire et peu d’enfants poursuivent des études secondaires.
En ce qui concerne les filles, leur éducation se fait dans des pensionnats catholiques ainsi que dans des institutions privées, ce qui inquiète les libéraux. Face à cette inquiétude libérale et aux lois qui ne suffissent pas à réviser les conditions féminines de l’époque, les féministes pensent qu’il faut agir sur les mentalités, car selon elles c’est par l’égalité intellectuelle qu’on peut obtenir l’émancipation sociale et par la suite politique.

## Biographie

### Jeunesse et début de vie
Les parents de Lilly-Elisabeth Carter sont d’origine anglaise. Elle est la fille de Jeanne-Élisabeth Belt, sans profession et Jean Carter, restaurateur dans la capitale belge. Lilly nait à Bruxelles le 21 juillet 1865. Elle est naturalisée belge le 23 octobre 1886.
Durant son enfance, elle réside en Belgique, tout en séjournant de temps en temps dans son pays d’origine, l’Angleterre.
Elle fait ses études secondaires au sein d'un établissement d’enseignement moyen pour jeunes filles, un « cours d’éducation ». Cet établissement scolaire est créé en 1864 et est dirigé par Isabelle Gatti de Gamond. Cela marque le début de l'enseignement secondaire pour filles en Belgique. En 1879, s’ouvre la section de formation de régente au sein de l’établissement. Remarquant les capacités intellectuelles de Carter, Isabelle Gatti de Gamond décide de l'inviter à suivre une formation de régente. Elle obtient le diplôme de régente en littérature en 1885, à la section moyenne de Bruxelles avec grande distinction, et en 1986, elle passe un examen approfondi en anglais, qui lui permet d’obtenir un diplôme de régente en anglais.

### Engagements féministes
Dès 1885, elle enseigne la littérature et la langue anglaise. Plus tard, lui sont confiés les cours de philosophie, de morale et d’éducation civique. En plus de cette charge de travail, Carter s’occupe de l’enseignement général. Quelques années plus tard, en 1890, elle est nommée deuxième institutrice puis première institutrice en 1896, et en 1897, première régente.
Carter enseigne dans tous les niveaux de l’enseignement : primaire, moyen et normal. Cela l’amène à être pressentie comme future directrice d’un nouveau « cours d’éducation » à l’école moyenne C, laquelle se situe au nord-est de la ville de Bruxelles, rue de Gravelines et qui a été créée en octobre 1908.
Sa candidature au poste de directrice rencontre certaines oppositions, et notamment de la part de Léon Lepage, échevin de l’instruction publique. Les raisons invoquées font état de son origine anglophone et de ses idéologies révolutionnaires. Mais Lilly-Élisabeth est largement soutenue dans sa candidature par Cornélie Nourry,  ancienne directrice qui reconnaît en elle l’utilité de sa pédagogie et son patriotisme. Elle est nommée directrice en 1907. Sous la houlette de Lilly Carter, cet établissement acquiert une réputation et se dote en 1911, d’un enseignement secondaire complet ainsi que d’une section pré-universitaire.
Entre 1913 et 1926, Lilly-Élisabeth Carter ouvre cet établissement aux innovations, elle organise des leçons-conférences avec des professeurs de l'université libre de Bruxelles, tel que Jean Massart, biologiste, lié à la famille Carter. De nombreux pédagogues étrangers participent aux évènements académiques. Elle invite de septembre 1916 à juillet 1923, la pédagogue belge, Amélie Hamaïde, féministe laïque qui fait perdurer la méthode de Decroly. Ces diverses conférences donnent à Lilly Carter la mesure de sa modernité et de sa personnalité. Elle s’intéresse aux nombreuses recherches du docteur Ovide Decroly et de ce fait introduit les principes et la méthode Decroly au sein de son école primaire.
Au début de la Première Guerre mondiale, soit en août 1914, Carter décide de transformer son école en hôpital et de mettre ainsi ses infrastructures, durant les vacances scolaires, au service des soldats belges blessés. Il s’agit du bâtiment annexé à la clinique Saint-Jean. A la rentrée de septembre, l’établissement reprend ses activités éducatives. Durant cette époque troublée, elle continue à mettre en place une série d’activités caritatives au sein de son établissement, telle que le « sou de l’écolier » et la « caissette du prisonnier ». Au vu de ces diverses activités, l’administration communale de Bruxelles, lui demande de créer des espaces de dialogue pour les chômeuses.
En pleine occupation allemande, Carter organise des excursions, des leçons et des exercices en plein air, avec l’objectif de lutter contre l’abaissement du niveau de santé de ses élèves. Influencée par la période de guerre et les problèmes sociaux, Carter développe le besoin de participer au progrès social des classes dites moins favorisées. Par conséquent, elle crée à la fin du XIXe siècle un cercle d’alphabétisation nommé « les réunions amicales ». Ce cercle se situe rue haute à Bruxelles, et accueille les jeunes filles défavorisées. Ce cercle sera transformé, par la suite, en maison de retraite pour femmes.
Fin avril 1919, elle se rend aux États-Unis afin d’assister comme représentante de la Belgique, au congrès du Child Welfare, nommé aujourd’hui « Child Welfare's League of America » (CWLA). À la suite de ce voyage à Washington, Carter décide de se consacrer à la création de bibliothèques pour enfants. La première bibliothèque s’ouvre le 24 septembre 1920, rue de la paille à Bruxelles, sous le nom « Les heures joyeuses ». Carter en crée cinq autres au total, avec pour seul objectif d’accueillir les enfants dans une atmosphère familiale.  
Au niveau du système éducatif, elle apporte un souffle nouveau aux idées et aux méthodes d’Isabelle Gatti de Gamond qui se sont propagées depuis plus de 40 ans. Carter élargit les conceptions, prépare les étudiants au progrès et au service social, ainsi qu’aux tâches de la société. Elle est considérée comme étant la personne à l’origine de la pédagogie sociale.
En 1929, à l’âge de 60 ans, elle décide de prendre sa retraite. Durant sa vie, elle se lie à un bon nombre de causes telles que l’Union des femmes contre l’alcoolisme, fondée en 1899 par Joséphine Keelkhof, Marie Parent et Marguerite Nyssen. Le but est d’informer les femmes sur les effets nocifs et les possibles conséquences que peuvent engendrer l'abus d’alcool. Grâce à cette Union, de nombreux cafés et restaurants interdisent la vente et la consommation d’alcool en leur sein. Elle va par la suite s’impliquer au sein du groupement belge de la « porte ouverte » créé en 1930 par Georgette Ciselet et Louise de Craene-Van Duuren. Ce mouvement est mixte et multiculturel, constitué d’un bon nombre de féministes qui luttent pour l’émancipation économique des travailleuses. Ce mouvement ne veut pas se mettre en opposition avec les réglementations concernant les travailleuses mais veut les défendre contre la misogynie au travail.

### Engagements politiques
Son sens du social ne faisant qu’accroître au fil des années, Carter adhère au Parti ouvrier belge (POB). Elle est marquée par un souci de pacifisme. Elle adhère en 1912 à la Fédération belge de l’ordre maçonnique mixte international du droit humain. La même année, elle est l’une des fondatrices avec Antonina Van dreveldt de la section bruxelloise de l’alliance belge des femmes pour la paix par l’éducation.
Dans les années 1930, elle fait partie de la Société des Nations (SDN) qui comprend huit autres femmes telles que Jane Brigode, Marguerite Van de Wiele et Eugénie Kersten. Ces femmes, déçues par les luttes nationales qui n’ont pas porté leurs fruits, placent leurs espoirs au niveau international. Carter parcourt la totalité de Belgique ainsi que les pays étrangers[Lesquels ?] afin de donner des conférences dont le but est de répandre les idées de la société des Nations. Malgré la marge de manœuvre limitée de la SDN, les féministes belges ne cessent pas de soutenir cette organisation internationale.
Bien qu’engagée aux niveaux politique et social, Carter est intéressée par la théologie ce qui l’amène à être influencée par la pensée hindoue.

### Distinction
- Chevalier de l'ordre de Léopold[12]

## Postérité
À sa mort, l’école moyenne C de la ville de Bruxelles hérite de son nom. L'établissement se nomme à l'époque École Carter.
Une fondation Carter a été créée en vue d’offrir aux étudiants des bourses de voyage. En 2009, un centre de formation aux métiers de l’animation qui comprend une bibliothèque est ouvert et porte son nom.